# محمدآباد کورین
محمدآباد کورین روستایی در دهستان کورین بخش کورین شهرستان زاهدان استان سیستان و بلوچستان ایران است.

## جمعیت
بر پایه سرشماری عمومی نفوس و مسکن در سال ۱۳۹۵ جمعیت این روستا ۴۷۶ نفر (۱۱۵خانوار) بوده‌است.